# Camillianen

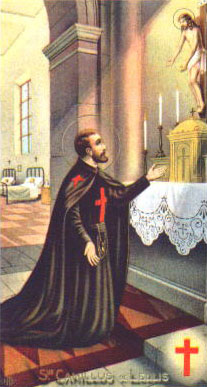
Camillus de Lellis

De katholieke kloosterorde van de camillianen (Latijn: Ordo Clericorum  Regularium Ministrantium Infirmis) (M.I.) werd in Rome opgericht door Camillus de Lellis (1550-1614). De camillianen houden zich vooral bezig met de ziekenverzorging, maar ook met ziekenpastoraal en missiewerk.
In dezelfde geest zagen een aantal vrouwelijke kloostergemeenschappen het licht. De Zusters Camillianen van de derde orde werden opgericht door Rosa Grimaldi in 1700 in Bologna, de vrouwelijke camillianen in 1800 te Lucca door Maria Domenica Barbantini en de Dochters van Sint Camillus ten slotte in 1892 in Rome door Giuditta Vanini.